# Marcel Wouda
Marcel Reinier Wouda (Tilburg, 23 januari 1972) is een Nederlands zwemcoach en voormalig zwemmer. Hij was de eerste Nederlandse wereldkampioen langebaanzwemmen (50 m bad).

## Carrière als zwemmer
Wouda groeide op in Uden, waar hij zich op jonge leeftijd aansloot bij zwemvereniging Zeester-Meerval. Onder leiding van achtereenvolgens Martien Swinkels en Rob Kennis vond Wouda aansluiting met eerst de nationale, en later de internationale top.
Bij de Olympische Spelen van 1992 in Barcelona was hij de enige man te midden van acht vrouwen, onder wie Inge de Bruijn. Het toernooi eindigde in een deceptie, zowel voor Wouda als voor de rest van de Nederlandse ploeg, die onder leiding stond van Ton van Klooster.
Wouda nam nadien de wijk naar de Verenigde Staten, waar hij emplooi vond bij The University of Michigan in Ann Arbor. Onder leiding van een gevluchte Hongaar (Jon Urbanchek) beulde hij zich af, met wisselend succes, om twee jaar later terug te keren in Nederland en zich aan te sluiten bij PSV in Eindhoven. Onder de hoede van trainer Jacco Verhaeren bloeide hij op. Met onder meer twee wereldrecords op de kortebaan (25 meter) en één wereldtitel (200 meter wisselslag bij de wereldkampioenschappen langebaan (50 meter) in 1998 in Perth) stond Wouda aan de basis van de wederopbloei van het Nederlandse topzwemmen.
Bij de Olympische Spelen van 2000 in Sydney bleek zijn lichaam op en versleten, al maakte hij nog wel deel uit van de estafetteploeg op de 4x200 meter, die in het Sydney Aquatic Centre de bronzen medaille won. In december 2000 nam Wouda afscheid van de topsport.
Een halfjaar later verscheen De Macht van Water van NRC Handelsblad-journalist Mark Hoogstad. Het boek beschrijft aan de hand van de grillige loopbaan van Wouda de wederopstanding van het Nederlandse zwemmen, en gaat gedetailleerd in op 'de flinterdunne scheidslijnen tussen winst en verlies', zoals de achterflap vermeldt. Het boek kreeg, vooral door de oprechtheid van Wouda, een warm onthaal in de Nederlandse pers.

## Vervolg als zwemcoach
Wouda is sinds 2003 in dienst bij de Nederlandse zwembond. Tot september 2006 was hij jeugdbondscoach. In deze periode begeleidde hij onder andere Ranomi Kromowidjojo naar medailles bij de Europese Jeugd Kampioenschappen in Palma de Mallorca, 2006. Sebastiaan Verschuren was een ander bekend gezicht welke in de periode onder Wouda een snelle ontwikkeling doormaakte op onder andere de 1500m vrije slag. Sinds September 2006 is Wouda actief als coach binnen het Nationaal Zweminstituut Eindhoven (NZE). Hij woonde tot 2010 in Eindhoven samen met eveneens oud-zwemster Thamar Henneken, met wie hij begin 2005 een dochter, Yara, kreeg.
Marcel Wouda heeft de afgelopen jaren bewezen een zeer succesvolle coach te zijn, zowel in het zwembad als in het open water. In Rio de Janeiro was het open water zwemmen onder leiding van Marcel succesvol met twee gouden medailles voor Ferry Weertman en Sharon van Rouwendaal.
Marcel Wouda is per november 2016 door de zwembond, de KNZB, benoemd tot hoofdcoach. Hij krijgt de zwemmers op het Nationaal Trainingscentrum in zijn woonplaats Eindhoven onder zijn hoede én wordt verantwoordelijk voor de volledige sectie topzwemmen.
Wouda is op dit moment coach van:
- Femke Heemskerk
- Esmee Vermeulen
- Joeri Verlinden
- Maarten Brzoskowski
- Kyle Stolk
- Esmee Bos
- Marjolein Delno

Openwater
- Marcel Schouten
- Pepijn Smits
- Ferry Weertman

In het verleden was hij in Eindhoven o.a. coach van:
- Inge Dekker
- Joeri Verlinden
- Robert Lijesen
- Allen Lindenberg
- Bastiaan Tamminga
- Ewoud Tamminga
- John Keetman
- Manon van Rooijen
- Lennart Stekelenburg
- Stefan Oosting
- Celina Lemmen
- Maarten van der Weijden
- Hinkelien Schreuder
- Ranomi Kromowidjojo
- Job Kienhuis
- Linsey Heister
- Maaike Waaijer
- Robin den Boer
- Tom Vangeneugden
- Bram Dekker
- Arjen van der Meulen
- Clarissa van Rheenen
- Wendy van der Zanden
- Marieke Nijhuis

## Internationale erelijst
| 1989 - Europese jeugdkampioenschappen langebaan in Leeds: - Zevende op de 400 meter wisselslag (4.37,95) - Achtste op de 200 meter wisselslag (2.11,43) - Twaalfde op de 200 meter schoolslag (2.25,65) 1991 - Europese kampioenschappen langebaan in Athene: - Dertiende op de 200 meter wisselslag (2.07,06) - Veertiende op de 400 meter wisselslag (4.31,87) 1992 - Olympische Spelen in Barcelona: - Achttiende op de 400 meter vrije slag (3.55,70) - Negentiende op de 400 meter wisselslag (4.28,51) - 22ste op de 200 meter wisselslag (2.05,95) 1993 - Europese kampioenschappen langebaan in Sheffield: - Derde op de 400 meter wisselslag (4.17,90) - Achtste op de 200 meter wisselslag (2.05,34) - Elfde op de 1500 meter vrije slag (15.38,29) - Twaalfde op de 200 meter vrije slag (1.51,66) - Dertiende op de 400 meter vrije slag (3.56,46) 1994 - Wereldkampioenschappen langebaan in Rome: - Negende op de 400 meter wisselslag (4.21,41) - Tiende op de 200 meter wisselslag (2.04,08) - Elfde op de 400 meter vrije slag (3.55,26) 1995 - Europese kampioenschappen langebaan in Wenen: - Vijfde op de 400 meter wisselslag (4.21,07) - Zevende op de 4x200 meter vrije slag (7.28,44) 1996 - Olympische Spelen in Atlanta: - Vierde op de 200 meter wisselslag (2.01,24) - Vijfde op de 400 meter wisselslag (4.17,64) - Zevende op de 4x200 meter vrije slag (7.21,96) - Europese kampioenschappen kortebaan in Rostock: - Eerste op de 100 meter wisselslag (54,62) - Eerste op de 200 meter wisselslag (1.56,84) - Eerste op de 400 meter wisselslag (4.08,90) | 1997 - Europese kampioenschappen langebaan in Sevilla: - Eerste op de 200 meter wisselslag (2.00,77) - Eerste op de 400 meter wisselslag (4.15,38) - Zevende op de 200 meter vrije slag (1.50,37) - Tweede op de 4x200 meter vrije slag (7.17,84) 1998 - Wereldkampioenschappen langebaan in Perth: - Eerste op de 200 meter wisselslag (2.01,18) - Tweede op de 400 meter wisselslag (4.15,53) - Zeventiende op de 200 meter vrije slag (1.51,40) - Tweede op de 4x200 meter vrije slag - Europese kampioenschappen kortebaan in Sheffield: - Eerste op de 400 meter wisselslag (4.07,70) - Tweede op de 200 meter wisselslag (1.56,51) - Vierde op de 100 meter wisselslag (54,64) 1999 - Wereldkampioenschappen kortebaan in Hongkong: - Tweede op de 400 meter wisselslag (4.09,29) - Derde op de 200 meter wisselslag (2.02,73) - Vierde op de 100 meter schoolslag (1.00,05) - Eerste op de 4x200 meter vrije slag (7.04,48) - Tweede op de 4x100 meter vrije slag (3.11,57) - Europese kampioenschappen langebaan in Istanboel: - Eerste op de 200 meter wisselslag (2.01,43) - Derde op de 400 meter wisselslag (4.18,26) - Eerste op de 4x100 meter vrije slag (3.16,27) - Eerste op de 4x100 meter wisselslag (3.39,52) - Europese kampioenschappen kortebaan in Lissabon: - Eerste op de 200 meter wisselslag (1.56,45) - Derde op de 100 meter wisselslag (54,38) 2000 - Europese kampioenschappen langebaan in Helsinki: - Zevende op de 200 meter wisselslag (2.03,73) - Derde op de 4x200 meter vrije slag (7.19,91) - Olympische Spelen in Sydney: - Vijfde op de 200 meter wisselslag (2.01,48) - Dertiende op de 100 meter schoolslag (1.01,94) - Derde op de 4x200 meter vrije slag (7.12,70) - Vierde op de 4x100 meter wisselslag (3.57,53) |